# Myrmeleon (Myrmeleon) trifolii
Myrmeleon (Myrmeleon) trifolii is een insect uit de familie van de mierenleeuwen (Myrmeleontidae), die tot de orde netvleugeligen (Neuroptera) behoort. 
Myrmeleon (Myrmeleon) trifolii is voor het eerst wetenschappelijk beschreven door Fraser in 1950.